# Þorri Jensson
Þorri Jensson (ur. 1987 w Hafnarfjörður) – islandzki snookerzysta.

## Kariera
W 2015 dotarł do ćwierćfinału mistrzostw nordyckich gdzie zmierzył się ze szwedem Benjaminem McCabe przegrywając 0:4. W półfinale mistrzostw nordyckich w 2017 przegrał z Kristjánem Helgasonem 0:4. W 2022 dotarł do ćwierćfinału Mistrzostw nordyckich, gdzie przegrał z duńczykiem Danielem Kandim 0:4.
Po przegranych w finałach w 2012 i 206 Jensson został w 2020 pierwszym nowym mistrzem Islandii od 12 lat zdobywając swój pierwszy tytuł mistrza Islandii. Pokonał Jonasa Jonassona 5:2, Gunnara Hreidarssona 5:3 a w półfinale Jona Ingi Ægissona 7:3. W finale pokonał Guðbjörna Gunnarssona 9:4. Swój drugi tytuł mistrza Islandii zapewnił sobie w 2020 po zwycięstwie 9:7 nad Sigurðurem Kristjánssonem 9:7. Po drodze pokonał Halldora Mara Sverrissona 5:2 Bernharda Bernhardssona 7:2. W 2023 wygrał swoje 3 mistrzostwo Islandii w ciągu 3 lat pokonując w finale w Reykjavíku Jóhannesa B. Jóhannessona 9:7 po drodze do finału pokonując Bernharda Bernhardssona 5:3, Ásgeira Jona Gudbjartssona 5:1 Brynjara Valdimarssona 7:4. W 2024 przegrał w finale z Alanem Triggiem 8:9.

## Finały w karierze

### Finały amatorskie
| Rezultat  | Rok  | Turniej              | Przeciwnik              | Wynik |
| --------- | ---- | -------------------- | ----------------------- | ----- |
| Finalista | 2012 | Mistrzostwa Islandii | Kristján Helgason       | 1:9   |
| Finalista | 2016 | Mistrzostwa Islandii | Jóhannes B. Jóhannesson | 3:9   |
| Zwycięzca | 2020 | Mistrzostwa Islandii | Guðbjörn Gunnarsson     | 9:4   |
| Zwycięzca | 2022 | Mistrzostwa Islandii | Sigurður Kristjánsson   | 9:7   |
| Zwycięzca | 2023 | Mistrzostwa Islandii | Jóhannes B. Jóhannesson | 9:7   |
| Finalista | 2024 | Mistrzostwa Islandii | Alan Trigg              | 8:9   |